# Drama!
Pour les articles homonymes, voir Drama.
Singles de Erasure
Stop!
(1988) You Surround Me
(1989)
Clip vidéo
[vidéo] « Drama! », sur YouTube
Drama! est une chanson du duo britannique Erasure incluse dans leur quatrième album studio, intitulé Wild! et sorti (au Royaume-Uni) le 16 octobre 1989.
Le 18 septembre 1989, quatre semaines avant la sortie de l'album, la chanson a été publiée en single. C'était le premier single de cet album.
Le single a débuté à la 6e place du classement des ventes de singles britannique dans la semaine du 24 au 30 septembre 1989 et a atteint sa meilleure position à la 4e place la semaine suivante (celle du 1 ou 7 octobre).